# Composia olympia
Composia olympia là một loài bướm đêm thuộc phân họ Arctiinae, họ Erebidae.